# استروئه
استروئه (به هلندی: Stroe) یک منطقهٔ مسکونی در هلند است که در هولاندس کرون واقع شده‌است. استروئه ۲۰۰ نفر جمعیت دارد.